# Атланта
Атла́нта (англ. Atlanta) — місто на південному сході США, столиця і найбільше місто штату Джорджія, США. 90% міста лежить у межах округу Фултон, адміністративним центром якого є Атланта. Засноване в 1837, частково зруйноване генералом Шерманом у 1864. У місті розташовані заводи Форда і Док-хіда і штаб-квартира компанії Кока-кола. У 1990 Атланта була обрана столицею літніх Олімпійських ігор 1996.
Великий промисловий і торговельно-фінансовий центр Півдня США.
Авіаційні, автоскладальні заводи, підприємства хімічної, легкої та харчової промисловості.
Великий залізничний вузол (15 залізничних ліній). Найвідомішим районом міста є Вірджинія-Гайленд.[джерело?]

## Історія

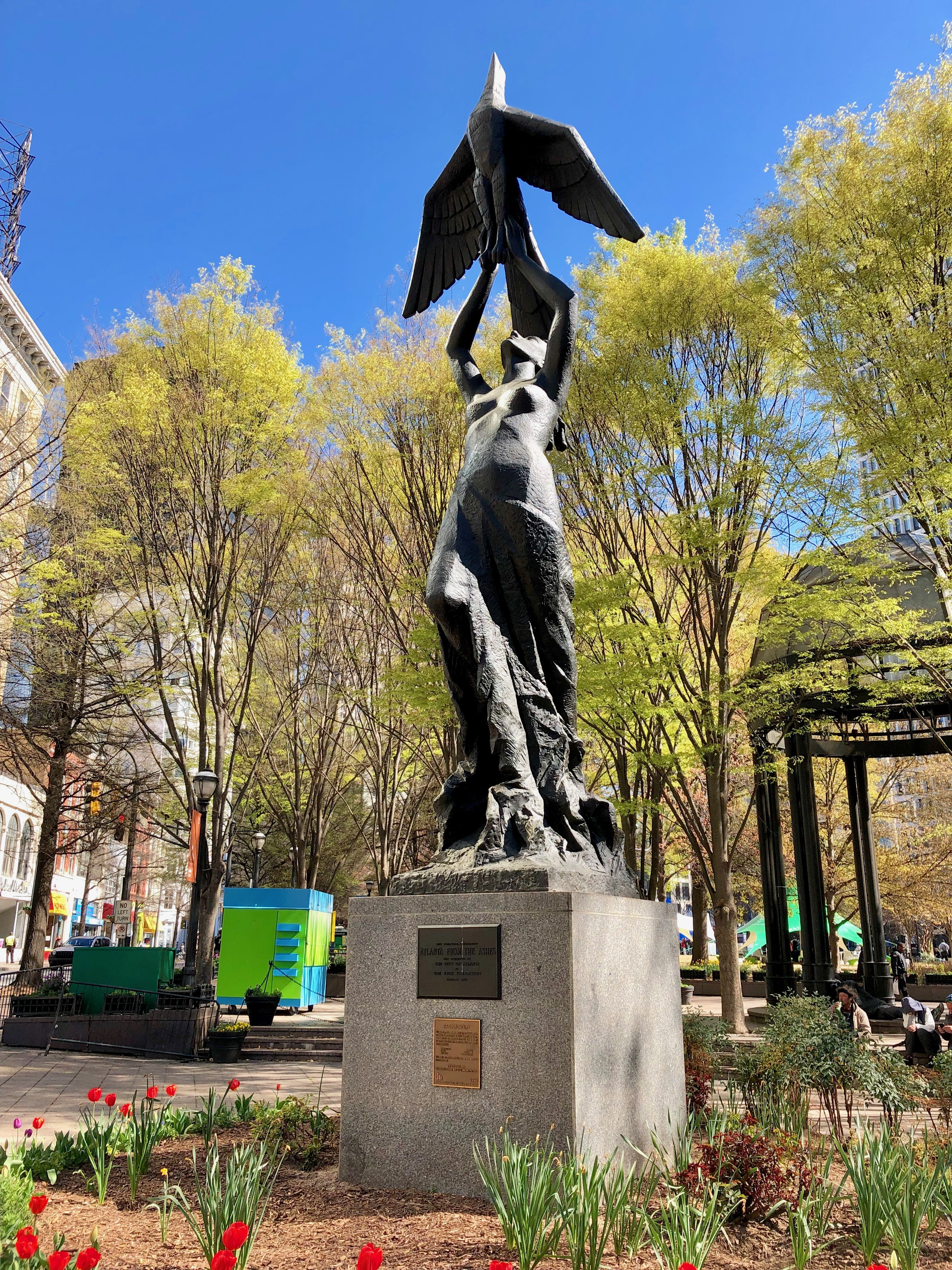
Фенікс — монумент, який символізує підйом Атланти з попелу Громадянської війни

Більша частина Атланти була спалена під час громадянської війни, вичерпавши великий запас історичної архітектури. Але з архітектурної точки зору місто ніколи не було особливо «південним» — тому що Атланта виникла як залізничне місто, а не  морський порт, як Саванна або Чарльстон.
Під час холодної війни Атланта відчула глобальні модерністські тенденції, особливо щодо комерційної та інституційної архітектури. Прикладами модерністської архітектури є готель Вестін-Пічтрі-Плаза (1976), Джорджія-Пасіфік-Тавер (1982), Стейт-оф-Джорджія (1966) і Атланта-Марріотт-Маркіз (1985). В другій половині 1980-х років Атланта стала одним з піонерів постмодерністської конструкції. Більшість хмарочосів Атланти були побудовані наприкінці 1980-х і на початку 1990-х років.

## Географія
Атланта розташована за координатами 33°45′46″ пн. ш. 84°25′22″ зх. д. / 33.76278° пн. ш. 84.42278° зх. д. (33.762909, -84.422675). За даними Бюро перепису населення США в 2010 році місто мало площу 347,08 км², з яких 344,86 км² — суходіл та 2,22 км² — водойми.

## Транспорт

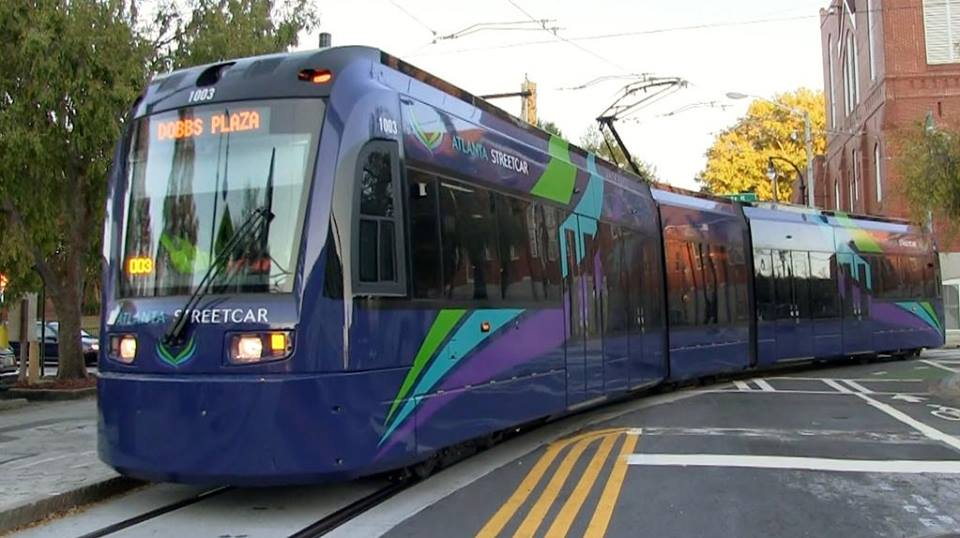
Трамвай Атланти

Громадський транспорт міста представлений метрополітеном, відкритим у 1979 році, автобусними маршрутами та трамвайною лінією, що відкрилася у 2014 році.
Раніше в місті існувала розвинена трамвайна мережа, але як і в більшості інших міст США, була закрита в 1949 році. Також в місті працювала розвинена тролейбусна мережа, пік розвитку якої припав на середину 1950-х, коли в місті працювало понад 30 маршрутів, які обслуговували 453 тролейбуси.

### Авіасполучення
Головними «повітряними воротами» Атланти є «Міжнародний аеропорт імені Гартсфілд-Джексона Атланта».

## Демографія
Атланта останнім часом зазнала кардинальних збільшень білого населення: між 2000 і 2010 роками його частка зростала швидше, ніж у будь-якому іншому американському місті. Протягом цього десятиліття біле населення Атланти зросло з 31 % до 38 % міського населення, абсолютний приріст склав 22 753 людей, що втричі більше, ніж у період між 1990 і 2000 роками.
Згідно з переписом 2010 року, у місті мешкали 420 003 особи в 185 142 домогосподарствах у складі 80 393 родин. Густота населення становила 1210 осіб/км². Було 224573 помешкання (647/км²).
Расовий склад населення:
| - 54,0 % — чорних або афроамериканців - 38,4 % — білих - 3,1 % — азійців - 0,2 % — корінних американців - 2,2 % — осіб інших рас |

До двох чи більше рас належало 2,0 %. Іспаномовні складали 5,2 % від усіх жителів.
За віковим діапазоном населення розподілялося таким чином: 19,4 % — особи молодші 18 років, 70,8 % — особи у віці 18—64 років, 9,8 % — особи у віці 65 років та старші. Медіана віку мешканця становила 32,9 року. На 100 осіб жіночої статі у місті припадало 99,0 чоловіків; на 100 жінок у віці від 18 років та старших — 98,4 чоловіків також старших 18 років.
Середній дохід на одне домашнє господарство становив 84 886 доларів США (медіана — 47 527), а середній дохід на одну сім'ю — 117 128 доларів (медіана — 60 108). Медіана доходів становила 57 134 долари для чоловіків та 43 213 долари для жінок. За межею бідності перебувало 24,6 % осіб, у тому числі 38,5 % дітей у віці до 18 років та 16,3 % осіб у віці 65 років та старших.
Цивільне працевлаштоване населення становило 213 949 осіб. Основні галузі зайнятості: освіта, охорона здоров'я та соціальна допомога — 21,9 %, науковці, спеціалісти, менеджери — 19,9 %, мистецтво, розваги та відпочинок — 11,5 %, роздрібна торгівля — 9,7 %.

### Злочинність
В 2018 році в Атланті було зафіксовано 28 709 арештів, що на 17% менше, у порівнянні з 2017 роком[джерело?].

## Освіта

### Університети та інститути
- Державний університет штату Джорджія, заснований 1913 року
- Технологічний інститут Джорджії, заснований 1885 року
- Кампус Університету Джорджії
- Університет Еморі, заснований 1836 року
- Університет Атланти (дистанційне навчання)

## Культура

### Мистецтво і театр
Атланта — одне з небагатьох міст США з постійними професійними трупами за всіма основними виконавськими дисциплінами: опера (опера Атланти), балет (балет Атланти), інструментальна музика (симфонічний оркестр Атланти) і театр (театр Альянс). У Атланті часто гастролюють Бродвейські театри, проходять концерти, шоу, проводяться виставки найрізноманітнішої тематики. Найбільшим центром виконавських мистецтв Атланти є Центр мистецтв Вудраффа, який є домашньою сценою симфонічного оркестру Атланти і театру Альянс. Гастролі бродвейських вистав здебільшого проходять в театрі "The Fox Theatre".
У Атланті розташовано декілька значних художніх музеїв і установ. Відомий художній музей Хай є, мабуть, провідним художнім музеєм півдня США і одним з найвідвідуваніших художніх музеїв у світі. Музей дизайну Атланти і Музей моди та кіно є єдиними такими музеями на південному сході США. Музеї сучасного мистецтва включають Центр сучасного мистецтва Атланти і Музей сучасного мистецтва Джорджії.

## Спорт
Атланта має декілька професійних команд:
- «Атланта Брейвз» (англ. Atlanta Braves) професійна бейсбольна команда — член Головної бейсбольної ліги.
- «Атланта Фалконс» (англ. Atlanta Falcons) є членом Національній футбольній лізі.
- «Атланта Гокс» (англ. Atlanta Hawks) є членом в Національній баскетбольній асоціації.
- «Атланта Юнайтед» (англ. Atlanta United) є членом в Вищій Лізі Сокеру.

## Клімат
| Клімат Атланти             | Клімат Атланти | Клімат Атланти | Клімат Атланти | Клімат Атланти | Клімат Атланти | Клімат Атланти | Клімат Атланти | Клімат Атланти | Клімат Атланти | Клімат Атланти | Клімат Атланти | Клімат Атланти | Клімат Атланти |
| Показник                   | Січ.           | Лют.           | Бер.           | Квіт.          | Трав.          | Черв.          | Лип.           | Серп.          | Вер.           | Жовт.          | Лист.          | Груд.          | Рік            |
| Абсолютний максимум, °C    | 26,1           | 26,7           | 31,7           | 33,9           | 36,1           | 38,9           | 40,6           | 40,0           | 38,9           | 35,0           | 28,9           | 26,1           | 40,6           |
| Середній максимум, °C      | 11,3           | 13,7           | 18,1           | 22,5           | 26,6           | 30,2           | 31,7           | 31,2           | 27,9           | 22,6           | 17,6           | 12,2           | 22,1           |
| Середня температура, °C    | 6,3            | 8,4            | 12,4           | 16,7           | 21,2           | 25,2           | 26,8           | 26,3           | 23,1           | 17,4           | 12,2           | 7,4            | 17,0           |
| Середній мінімум, °C       | 1,3            | 3,2            | 6,7            | 10,8           | 15,7           | 20,1           | 21,8           | 21,5           | 18,2           | 12,2           | 6,9            | 2,5            | 11,7           |
| Абсолютний мінімум, °C     | −22,2          | −22,8          | −12,2          | −3,9           | 2,8            | 3,9            | 11,7           | 12,8           | 2,2            | −2,2           | −16,1          | −17,8          | −22,8          |
| Норма опадів, мм           | 107            | 119            | 122            | 85             | 93             | 100            | 134            | 99             | 114            | 87             | 104            | 99             | 1263           |
| -------------------------- | -------------- | -------------- | -------------- | -------------- | -------------- | -------------- | -------------- | -------------- | -------------- | -------------- | -------------- | -------------- | -------------- |
| Джерело: «Погода й клімат» |                |                |                |                |                |                |                |                |                |                |                |                |                |

## Уродженці
- Марґарет Мітчелл (1900—1949) — американська письменниця та журналістка
- Бен Лайон (1901—1979) — американський актор
- Вільям Лютер Пірс (1933—2002) — американський фізик, письменник, білий націоналіст
- Скотт Вілсон (1942—2018) — американський актор кіно та телебачення
- Г'ю Томпсон (1943—2006) — військовослужбовець Армії США.

## Міста-побратими
- Брюссель, Бельгія (1967)
- Зальцбург, Австрія (1967)
- Монтего Бей, Ямайка (1972)
- Ріо-де-Жанейро, Бразилія (1972)
- Тулуза, Франція (1974)
- Тайбей, Республіка Китай (1974)
- Лагос, Нігерія (1974)
- Ньюкасл, Велика Британія (1977)
- Тегу, Південна Корея (1981)
- Порт-оф-Спейн, Тринідад і Тобаго (1987)
- Тбілісі, Грузія (1988)
- Асмара, Еритрея (1993)
- Бухарест, Румунія (1994)
- Олімпія, Греція (1994)
- Котону, Бенін (1995)
- Сальседо, Домініканська Республіка (1996)
- Нюрнберг, Німеччина (1998)
- Раанана, Ізраїль (2000)
- Фукуока, Японія (2005)